# Rosa elymaitica
Rosa elymaitica — вид рослин з родини розових (Rosaceae); поширений на Близькому Сході.

## Поширення
Поширений у східній Туреччині, Ірані й Іраку.